# Jenifer
Jenifer Bartoli, o Jenifer Yaël Dadouche-Bartoli, es una cantante francesa, nació el 15 de noviembre de 1982 en Niza. Más conocida simplemente como Jenifer, es una de las cantantes francesas de mayor relevancia en la actualidad. Ganadora en 2001 de la primera edición de Operación Triunfo Francia (reality show musical francés), ha grabado desde entonces siete álbumes de estudio y un álbum en vivo.
Jenifer fue nominada al premio Victoires de la musique en 2003 en la categoría de Álbum Revelación; fue premiada en los MTV Europe Music Awards en 2004 y ha recibido ocho veces un galardón en los NRJ Music Awards entre 2003 y 2011. Desde diciembre del 2007, Jenifer tiene su estatua de cera en el Museo Grévin, en París.
También es conocida por su participación en The Voice France como entrenadora, desde la temporada 1 hasta 4 (2012-2015), 8 (2019) y temporada All Star (2021), y en The Voice Kids France, desde la temporada 1 hasta 7 (2014-2021).

## Biografía

### Sus orígenes e infancia
Jenifer tiene sus raíces en una madre corsa y un padre argelino. Vivió una infancia feliz y modesta, en Niza, junto a sus padres y su hermano.
Desde una edad temprana, sintió afinidad por Stevie Wonder, James Brown y Los Beatles, entre otros, esto debido a su padre. De su madre, una cantante de orquesta, toma el gusto por Édith Piaf, Jacques Brel y Charles Aznavour, mientras que de su abuela materna aprendió el flamenco y el canto tradicional corso. A la edad de 7 años en una fiesta familiar, Jenifer sorprende con una primera improvisación de la canción Milord, de Edith Piaf.

### Sus inicios
En el verano de 1993, a la edad de 10 años, Jenifer se inicia en los escenario en un pueblo corso, en la antesala de un concierto de C. Jérôme. Posteriormente, a la edad de 14 años, ella se presentaba regularmente en bares y restaurantes de la Costa Azul.
En 1997, participó en el programa de TV Graines de Star, donde quedó finalista. A los 16, dejó Niza para partir hacia la capital francesa con la idea de vivir su pasión.
Después de un casting, fue en 2001 cuando el público descubre a Jenifer durante su participación en la primera edición del reality show Star Academy, el cual ganó el 12 de enero de 2002. Esta experiencia fue un verdadero trampolín para su carrera.

### Carrera musical

#### Jenifer
Es su primer álbum y sale a la venta en 2002. Incluye composiciones de Lionel Florencia (Donne-moi le temps) y Marc Lavoine (Nos points communs). Con canciones como Au soleil, J'attends l'amour y Des mots qui résonnent !, el álbum recibió un disco de platino de la IFPI por alcanzar el millón de copias vendidas en Europa. Su primera gira de conciertos en solitario se extendió desde octubre de 2002 a marzo de 2003, y se presentó en cinco ocasiones en el mítico teatro Olympia de París. 
En junio de 2003, cuando estuvo embarazada de su primer hijo, Johnny Hallyday invitó a Jenifer a compartir el escenario y hacer un dueto en la canción Je te promets, durante su gira de estadios. 
Jenifer se tomaría unos meses para estar con su familia y dar a luz a su hijo, Aaron, nacido el 5 de diciembre de 2003 en Neuilly-sur-Seine.

#### Le Passage

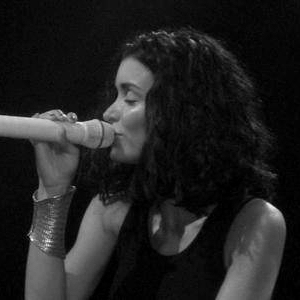
Jenifer durante concierto en l'Olympia el año 2005 en París, Francia.

En la primavera de 2004, Jenifer saca Ma révolution, primer extracto de su segundo álbum, Le Passage, el cual ella musicalmente lo define como “más personal, más sólido y más pop/rock”. Hay varias colaboraciones, especialmente con Calogero (compositor de C’est de l’or), el grupo Kyo (Le souvenir de ce jour) y Marc Levy, (autor de Pour toi).
Con este álbum, Jenifer ganó varios premios: Mejor artista francesa en los MTV Europe Music Awards, Artista Femenina y Álbum de habla francesa en los NRJ Music Awards. Al final, el álbum vendió más de 500 000 copias.
Entre octubre de 2004 y agosto de 2005, hace una nueva gira en Francia (cuatro veces en el Zénith y dos en el Olympia de París), en Bélgica, en Suiza y Tahití. El tour da como fruto a Jenifer fait son live, el primer CD/DVD en vivo de la cantante (grabado en el Zénith de París los días 12 y 13 de abril), y puesto a la venta a finales de 2005.

#### Lunatique
El 5 de noviembre de 2007, tres años después de Le Passage, Jenifer saca a la venta su tercer álbum de estudio, Lunatique, donde ella compone la música junto con su ahora expareja, Maxim Nucci. El primer sencillo elegido para promover este álbum fue Tourner ma page. 
Este trabajo cuenta con las colaboraciones de letristas como David Verlant, que participó en la mayoría de los textos, así como de Julie d'Aimé (compositora de Calogero) y Fabrice Boleta-Léna (compositor de Maxim Nucci). En la parte musical participan Mathieu Chédid en la guitarra de algunos temas (Touche-moi), y Guillaume Canet en Nos futurs. A finales de septiembre de 2008, las ventas del álbum se estimaron en más de 255 000 ejemplares, recibiendo por ello otro disco de platino.
Una nueva gira comenzó el 7 de marzo de 2008 en Lille. Según la revista VSD, Jenifer fue la tercera artista (y la primera femenina) que obtuvo más fanáticos en sus conciertos en el año 2008, con un total de 310 000 personas que fueron a verla actuar en el escenario. Se le vinculó con Pascal Obispo por alrededor de un año. En enero del 2008 y 2009, Jenifer obtuvo por dos años consecutivos el trofeo de Artista Femenina Francesa en los NRJ Music Awards, celebrado en Cannes.

#### Appelle-moi Jen
El cuarto disco, llamado "Appelle-moi Jen" salió a la venta el 29 de noviembre del 2010. El primer sencillo titulado "Je danse"n tuvo como fecha de salida el 17 de septiembre del 2010.

#### L'amour & moi
El lunes 17 de septiembre de 2012 apareció el quinto disco de la cantante, titulado "L'amour & moi".

### Actividades con asociaciones caritativas
Jenifer regularmente se pone al servicio de las organizaciones caritativas, en particular de las que apoyan a los niños. 
Es, desde principios de 2006, la madrina de la asociación Chantal Mauduit Namasté, orientada a mejorar las condiciones de vida y educación de los niños de Katmandú, en Nepal, donde los visitó diez días en abril de 2006. Contribuye con la asociación Rêves con el fin de cumplir los sueños de los niños enfermos y toma parte en los conciertos de Les Enfants De La Terre, organizados por Yannick Noah, y es parte de los eventos de Les Enfoirés desde 2003.
En diciembre de 2006, apoyó a la asociación ELA en un programa de televisión durante una noche. En abril de 2007, participó en una gala benéfica para la asociación Rêves, por invitación de Jamel Debbouze para estar junto con otros artistas, como Audrey Tautou, Diam's y Jean Dujardin.

## Discografía

### Álbumes
2002 : Jenifer
1. Des mots qui résonnent!
2. Au soleil
3. J'attends l'amour
4. Je garde (con Mario Barravecchia)
5. Nos points communs
6. Entre humains
7. Je ne pourrai plus aimer
8. Donne-moi le temps
9. Là où tu rêves
10. Secrets défenses
11. Viens me voir
12. Maintenant
13. Que reste-t-il?

2004 : Le Passage
1. Ma révolution
2. Le souvenir de ce jour
3. C'est de l'or
4. Ose
5. Pour toi
6. J'en ai assez
7. Comme un yoyo
8. Le passage
9. Celle que tu vois
10. Serre-moi
11. Chou boup
12. De vous à moi

2005 : Fait son live
1. Ose
2. Comme un yoyo
3. Le passage
4. Le souvenir de ce jour
5. Celle que tu vois
6. Donne-moi le temps
7. Chou boup
8. Pour toi
9. Au soleil
10. J'en ai assez
11. Des mots qui résonnent!
12. Mauvais sang
13. De vous à moi
14. Je ne pourrai plus aimer
15. C'est de l'or
16. Dirty Man
17. J'attends l'amour
18. Ma révolution
19. Serre-moi (Single Mix)
20. Tom's Diner
21. Serre-moi

2007 : Lunatique
1. Tourner ma page
2. Touche-moi
3. Comme un hic
4. Nos futurs
5. Le parfum
6. Attention douleur fraîche
7. Si c'est une île
8. Quitte à se quitter
9. Ca se pointe
10. Le bonheur me va au teint
11. Lunatique

2010 : Appelle-moi Jen
1. À peine
2. Je danse
3. La vérité
4. L'amour fou
5. Les autocollants
6. Le dos tourné
7. L'envers du paradis
8. Pôle dance
9. Pas que ça à faire
10. Le risque
11. C'est quand qu'on arrive

2012 : L'amour & moi
1. Les jours électriques
2. Sur le fil
3. Prisonnière
4. Appelle la police mon amour
5. L'amour et moi
6. Orage en vue
7. Besoin d'air
8. Mademoiselle fume
9. Tu ne dis rien
10. Mes nuits
11. Est-ce que tu m'aimes
12. Hello
13. Y'a pas jen
14. La pudeur
15. Sur le fil (Remix de Mr. Waltmann)

2018 : Nouvelle Page
1. Notre idylle
2. Les choses simples
3. Comme c'est bon
4. Encore et encore
5. Des je t'aime qui se perdent
6. Respire
7. Hey Jen
8. L'amour.0
9. Post mélancolie
10. Reste
11. Un petit tour
12. Pour nous retrouver
13. Nostalgique d'hier
14. Derrière les soleils
15. Les choses simples
16. Mystère
17. Baby blues
18. L'été qui
19. Ton absence

### Sencillos
- 2002: J'attends l'amour
- 2002: Au soleil
- 2002: Des mots qui résonnent!
- 2003: Donne-moi le temps
- 2004: Ma révolution
- 2004: Le souvenir de ce jour
- 2005: C'est de l'or
- 2005: Serre-moi
- 2007: Tourner ma page
- 2008: Comme un hic
- 2008: Si c'est une île
- 2010: Je danse
- 2011: L'envers du Paradis
- 2011: L'amour Fou
- 2012: Sur le Fil
- 2012: L'amour & moi
- 2013: Les jours électriques

### Otras grabaciones
- Desde 2003: Participación en álbumes y presentaciones de Les Enfoirés y Restos du Coeur.

## En escena

### Covers durante sus giras
- 2002-2003: Overjoyed de Stevie Wonder.
- 2002-2003: Black Cat de Janet Jackson.
- 2002-2003: Kiss From A Rose de Seal.
- 2002-2003: Play In The Sunshine de Prince.
- 2004-2005: Dirty Man de Laura Lee.
- 2004-2005: Tom's diner de Suzanne Vega.
- 2008:I Want To Take You Higher de Sly and the Family Stone.
- 2008:Come Together  de Los Beatles.

2002/2003 - Gira Jenifer 
- Número de conciertos: 87
- Países cubiertos: Francia (80 fechas), Bélgica (5 fechas), Suiza (2 fechas).
- Duración: octubre de 2002 a marzo de 2003.

2004/2005 - Gira Le Passage
- Número de conciertos: 73
- Países cubiertos: Francia (65 fechas locales, una en Tahití), Bélgica (5 fechas), Suiza (2 fechas).
- Duración: octubre de 2004 a agosto de 2005.

2008 - Gira Lunatique
- Número de conciertos: 90
- Países cubiertos: Francia, Bélgica, Suiza, Gabón, Mauricio.
- Duración: Marzo de 2008 a febrero de 2009.

### Conciertos a beneficio o con la participación de otros artistas
2003:
- La Foire aux Enfoirés. Seis presentaciones a beneficio de Restos du Cœur, del 17 al 20 de enero de 2003 en Lille.

2004:
- Concert pour Laurette. Concierto de la Association Laurette Fugain para la lucha contra la leucemia, el 16 de mayo de 2004, en París.
- Les Enfoirés dans l'Espace. Cinco presentaciones a beneficio de Restos du Cœur, desde el 30 de enero al 2 de febrero de 2004 en Toulouse.

2005:
- Concert pour la Tsedaka. Concierto dirigido a los sectores desfavorecidos, el 28 de noviembre de 2005, en París.
- Concert des Enfants de la Terre. Concierto para recaudar fondos para Les Enfants de la Terre, organizada por Yannick Noah, el 28 de mayo de 2005, en París.
- Le Train des Enfoirés. Siete presentaciones a beneficio de Restos du Cœur, del 19 al 24 de enero de 2005 en Clermont-Ferrand y París.

2006:
- Harmony for Humanity. Concierto en honor del periodista Daniel Pearl, el 6 de noviembre de 2006 en París.
- Concert Les Enfants de la Terre. Dos conciertos para recaudar fondos para Les Enfants de la Terre, organizados por Yannick Noah, el 27 de mayo de 2006 en París.
- Night of the Proms. Concierto acompañado por la orquesta sinfónica Il Novecento, del 9 al 18 de marzo de 2006.
- Le Village des Enfoirés. Siete presentaciones a beneficio de Restos du Cœur, del 22 al 27 de febrero de 2006 en Lyon.

2007:
- Concert pour la tolérance. Organizado el 27 de octubre de 2007 en Agadir (Marruecos).
- La Caravane des Enfoirés. Siete presentaciones a beneficio de Restos du Coeur, del 24 al 29 de enero de 2007 en Nantes.

2008:
- Gainsbourg, je suis venu te dire. Concierto a favor de la asociación Fight Aids Monaco, el 20 de marzo de 2008 en Mónaco.
- Les Secrets des Enfoirés. Seis presentaciones a beneficio de Restos du Coeur, del 23 al 28 de enero de 2008 en Estrasburgo.

2009:
- Dos conciertos para recaudar fondos para Les Enfants de la Terre, organizados por Yannick Noah, el 30 de mayo de 2009, en París.
- Les Enfoirés font leur cinéma. Siete presentaciones a beneficio de Restos du Coeur, del 21 al 26 de enero de 2009 en París.

## Filmografía
En 2006:
- Nos voisins, les hommes (Over the Hedge) de Tim Johnson, película animada (Dreamworks) lanzada en Francia el 5 de julio de 2006. Jenifer hizo, en la versión francesa, la voz de Violette (Heather), una zarigüeya.

La película fue presentada en la Sélection officielle - Hors compétition en el Festival de Cannes 2006, y proyectada para la ocasión el 21 de mayo de 2006, estando presente Jenifer y otros artistas franceses que participaron en el doblaje, como Clovis Cornillac y Laurent Gerra; y los norteamericanos Bruce Willis y Avril Lavigne.

## Distinciones y premios
2003 :
- Victoires de la Musique: Nominada en la categoría Album Révélation.
- NRJ Music Awards: Révélation francophone.

2004 :
- NRJ Music Awards: Artiste féminine francophone.
- MTV Europe Music Awards: Artiste francophone.

2005 :
- NRJ Music Awards: Artiste féminine francophone, Album francophone.

2006 :
- NRJ Music Awards: Artiste féminine francophone.

2007 :
- Museo Grévin: Elegida por la Academia Grévin, Jenifer recibe su doble en cera por el prestigioso centro cultural parisiense, el 11 de diciembre de 2007.[12]

2008 :
- NRJ Music Awards: Artiste féminine francophone.

2009 :
- NRJ Music Awards: Artiste féminine francophone.